# NGC 3527
NGC 3527 ist eine Balken-Spiralgalaxie mit aktivem Galaxienkern vom Hubble-Typ SBa und liegt im Sternbild Großer Bär am Nordsternhimmel. Sie ist schätzungsweise 449 Millionen Lichtjahre von der Milchstraße entfernt und hat einen Durchmesser von etwa 130.000 Lj.

Im selben Himmelsareal befinden sich u. a. die Galaxien NGC 3515, NGC 3536, NGC 3539, NGC 3553.
Die Supernova SN 1992Y wurde hier beobachtet.
Das Objekt wurde am 11. April 1785 von Wilhelm Herschel entdeckt.